# Clytra laeviuscula

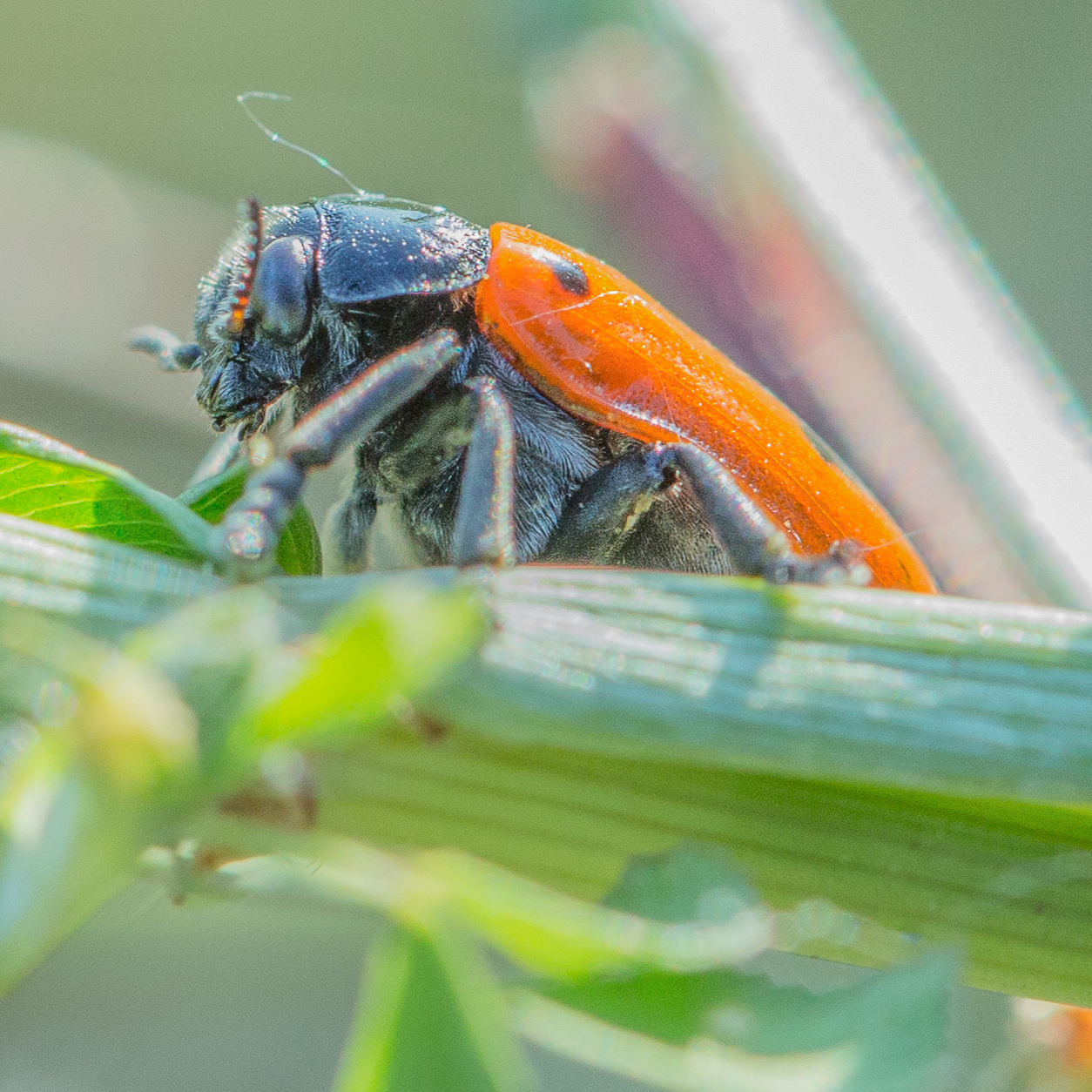
Clytre des saules
Espèce
Clytra laeviuscula, le clytre des saules ou clytre à grandes taches, est une espèce d'insectes coléoptères de la famille des chrysomélidés.

## Description
Il se distingue des coccinelles (famille des Coccinellidae) par sa forme plus allongée et les tarses (extrémités des pattes) formés de cinq parties (trois pour les coccinelles).
La longueur de l'adulte varie de 6 à 10 mm et sa largeur est d'environ 4 mm.
Les élytres sont orange brillant avec quatre taches noires. Les taches à l'avant sont petites et discrètes. Les deux autres, très grandes, carrées à transverses, peuvent parfois se confondre en une seule. Le prothorax est noir et brillant.
Cette dernière caractéristique est l'une de celles qui permettent de le distinguer de l'espèce proche Clytra quadripunctata, dont le prothorax est peu brillant et fortement ponctué, Un autre critère réside dans les deux grandes taches des élytres: chez Clytra quadripunctata, elles sont au contraire plutôt petites et arrondies.

## Habitat et distribution
Comme l'espèce proche Clytra quadripunctata, on le trouve près des fourmilières où il pond et où se développent les larves.
Le Clytre des saules se rencontre en Europe centrale et du sud, entre mai et août, dans les lisères forestières et les prairies sèches. Les adultes se nourrissent essentiellement de feuilles de saules.

## Mœurs

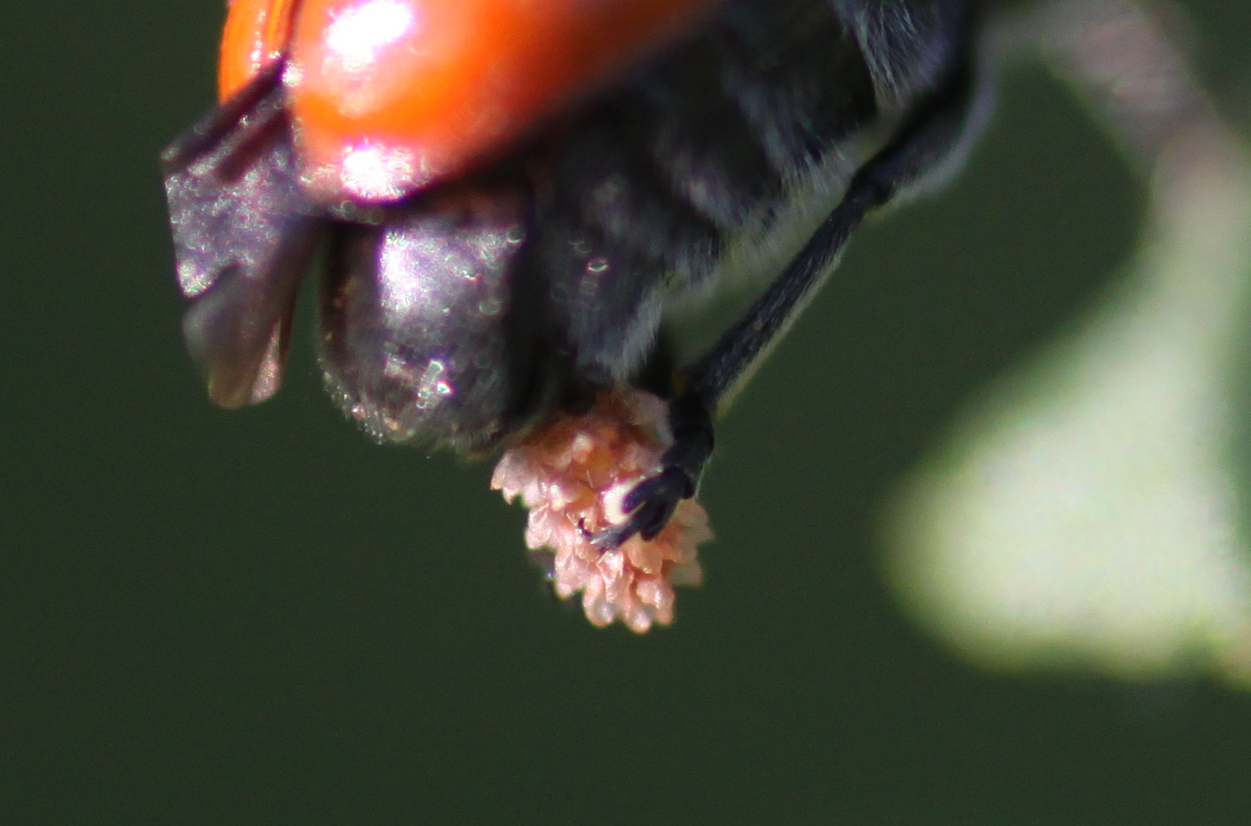
La « boîte » du clytre.

La femelle emballe chaque œuf avec ses pattes postérieures dans une « boîte » d'environ 2 mm et l'abandonne à proximité d'une fourmilière. Les fourmis l'utilisent comme matériau pour la constitution de la fourmilière. Le stratagème permet aux larves de s'y installer. Elles se nourrissent des restes laissés par les fourmis, de leurs œufs et larves. Le cycle larvaire dure environ deux ans.